# Selecció de futbol de Corea del Nord
La selecció de futbol de Corea del Nord representa a Corea del Nord a les competicions internacionals de futbol. És controlada per l'Associació de futbol de Corea del Nord.

## Participacions en la Copa del Món
Campions      Finalistes      Tercers      Quarts
Un requadre vermell indica que eren amfitrions del campionat.
| Historial a la Copa del Món | Historial a la Copa del Món | Historial a la Copa del Món | Historial a la Copa del Món | Historial a la Copa del Món | Historial a la Copa del Món | Historial a la Copa del Món | Historial a la Copa del Món | Historial a la Copa del Món |
| Edició                      | Ronda                       | Posició                     | PJ                          | PG                          | PE                          | PP                          | GF                          | GC                          |
| --------------------------- | --------------------------- | --------------------------- | --------------------------- | --------------------------- | --------------------------- | --------------------------- | --------------------------- | --------------------------- |
| Formava part del Japó       |                             |                             |                             |                             |                             |                             |                             |                             |
| 1930                        | —                           | —                           | —                           | —                           | —                           | —                           | —                           | —                           |
| 1934                        | —                           | —                           | —                           | —                           | —                           | —                           | —                           | —                           |
| 1938                        | —                           | —                           | —                           | —                           | —                           | —                           | —                           | —                           |
| Integrada a Corea           |                             |                             |                             |                             |                             |                             |                             |                             |
| 1950                        | No hi participà             | No hi participà             | No hi participà             | No hi participà             | No hi participà             | No hi participà             | No hi participà             | No hi participà             |
| Ja com Corea del Nord       |                             |                             |                             |                             |                             |                             |                             |                             |
| 1954                        | No hi participà             | No hi participà             | No hi participà             | No hi participà             | No hi participà             | No hi participà             | No hi participà             | No hi participà             |
| 1958                        | No hi participà             | No hi participà             | No hi participà             | No hi participà             | No hi participà             | No hi participà             | No hi participà             | No hi participà             |
| 1962                        | No hi participà             | No hi participà             | No hi participà             | No hi participà             | No hi participà             | No hi participà             | No hi participà             | No hi participà             |
| 1966                        | Quarts de final             | 8s                          | 4                           | 1                           | 1                           | 2                           | 5                           | 9                           |
| 1970                        | No es classificà            | No es classificà            | No es classificà            | No es classificà            | No es classificà            | No es classificà            | No es classificà            | No es classificà            |
| 1974                        | No es classificà            | No es classificà            | No es classificà            | No es classificà            | No es classificà            | No es classificà            | No es classificà            | No es classificà            |
| 1978                        | No es classificà            | No es classificà            | No es classificà            | No es classificà            | No es classificà            | No es classificà            | No es classificà            | No es classificà            |
| 1982                        | No es classificà            | No es classificà            | No es classificà            | No es classificà            | No es classificà            | No es classificà            | No es classificà            | No es classificà            |
| 1986                        | No es classificà            | No es classificà            | No es classificà            | No es classificà            | No es classificà            | No es classificà            | No es classificà            | No es classificà            |
| 1990                        | No es classificà            | No es classificà            | No es classificà            | No es classificà            | No es classificà            | No es classificà            | No es classificà            | No es classificà            |
| 1994                        | No es classificà            | No es classificà            | No es classificà            | No es classificà            | No es classificà            | No es classificà            | No es classificà            | No es classificà            |
| 1998                        | No hi participà             | No hi participà             | No hi participà             | No hi participà             | No hi participà             | No hi participà             | No hi participà             | No hi participà             |
| 2002                        | No hi participà             | No hi participà             | No hi participà             | No hi participà             | No hi participà             | No hi participà             | No hi participà             | No hi participà             |
| 2006                        | No es classificà            | No es classificà            | No es classificà            | No es classificà            | No es classificà            | No es classificà            | No es classificà            | No es classificà            |
| 2010                        | Primera fase                | 32s                         | 3                           | 0                           | 0                           | 3                           | 1                           | 12                          |
| 2014                        | No es classificà            | No es classificà            | No es classificà            | No es classificà            | No es classificà            | No es classificà            | No es classificà            | No es classificà            |
| 2018                        | No es classificà            | No es classificà            | No es classificà            | No es classificà            | No es classificà            | No es classificà            | No es classificà            | No es classificà            |
| 2022                        | No es classificà            | No es classificà            | No es classificà            | No es classificà            | No es classificà            | No es classificà            | No es classificà            | No es classificà            |
| 2026                        | Pendent                     | Pendent                     | Pendent                     | Pendent                     | Pendent                     | Pendent                     | Pendent                     | Pendent                     |
| 2030                        | Pendent                     | Pendent                     | Pendent                     | Pendent                     | Pendent                     | Pendent                     | Pendent                     | Pendent                     |
| 2034                        | Pendent                     | Pendent                     | Pendent                     | Pendent                     | Pendent                     | Pendent                     | Pendent                     | Pendent                     |
| Total                       | Quarts de final             | Quarts de final             | 7                           | 1                           | 1                           | 5                           | 6                           | 21                          |

## Seleccionadors
- 1964-1965  Kim Gun-nam
- 1965-1966  Myung Rye-hyun
- Només un partit entre 1966 i 1971
- 1976  Pak Doo-ik
- 1978  Pak Du-sok
- 1980  Yang Seung-kook
- 1980-1981  Han Bong-zin
- 1982  Pak Du-sok
- Sense partits entre 1983 i 1984'
- 1985  Jong Yong-song
- 1986-1989  Pak Doo-ik (2)
- 1990  Kim Jong-min
- 1990  Myong Dong-chan
- 1991-1992  Hong Hyon-chol
- 1993  Pál Csernai
- Sense partits entre 1994 i 1997'
- 1998-1999  Mun Ki-nam
- 2000  Myong Dong-chan (2)
- 2001-2002  Ri Jong-nam
- 2003-2005  Yun Jong-su
- 2005  Han Hyong-il
- 2006-2010  Kim Jong-hun
- 2010-2011[3]  Jo Tong-sop
- 2011-2014  Yun Jong-su (2)
- 2014-2015  Jo Tong-sop (2)
- 2015-2016  Kim Chang-bok
- 2016-2018  Jørn Andersen
- 2018  Pak Yong-il
- 2018-2019  Kim Yong-Jun
- 2019-avui  Yun Jong-su (3)